# 塞巴斯蒂亚诺·曼尼罗尼
塞巴斯蒂亚诺·曼尼罗尼（義大利語：Sebastiano Mannironi，1930年7月22日—2015年6月11日），意大利男子举重运动员。他曾代表意大利参加1956年、1960年和1964年夏季奥林匹克运动会举重比赛，获得一枚铜牌。